# Tengis Abuladse
Tengis Abuladse (georgisch თენგიზ ევგენის ძე აბულაძე Tengiz Evgenis dze Abuladze; russisch Тенгиз Евгеньевич Абуладзе Tengis Jewgenjewitsch Abuladse; * 31. Januar 1924 in Kutaissi; † 6. März 1994 in Tiflis) war ein georgischer Filmregisseur und Drehbuchautor. Er war einer der ersten Regisseure in der Sowjetunion, die ein kritisches Bild des realen Sozialismus zeichneten und gewann wegen der Bildkraft seiner Filme viele internationale Preise.

## Leben
Abuladse studierte von 1943 bis 1946 Theaterregie am Schota-Rustaweli-Theaterinstitut in Tiflis. 1952 schloss er ein Regiestudium am Gerassimow-Institut für Kinematographie (WGIK) in Moskau ab. 1953 begann er als Dokumentarfilmer bei den georgischen Filmstudios Grusia-Film.
1955 entstand sein erster Spielfilm Magdanas Esel (georgisch მაგდანას ლურჯა). Er handelt von einer verarmten Witwe mit drei Kindern, die einen zum Sterben zurückgelassenen Esel wieder aufpäppeln, nur um ihn wieder von seinem ehemaligen Besitzer abgenommen zu bekommen. Er gewann die Goldene Palme für den besten Kurzfilm des Film-Festival Cannes 1956. Der Film wurde in Georgien als ethische Revolution betrachtet und wurde zum Vorbild für viele weitere kritische Filme des politischen Tauwetters. 1967 drehte Abuladse den Film Das Gebet, der Menschlichkeit gegen eine mittelalterliche Ordnung der Unbarmherzigkeit setzt. Im Baum der Wünsche (1976) erzählt er von der Zerstörung georgischer Traditionen zu Beginn des 20. Jahrhunderts.
Abuladses Film Die Reue (1984) rechnete kompromisslos mit dem Stalinismus ab. Der Regisseur nannte ihn die „erste Schwalbe der Perestroika“. Er handelt vom verstorbenen Diktator Warlam, der von einer Frau ausgegraben wird, die seine Verbrechen beleuchten will. Warlam sieht in der Rückblende aus wie Stalins Staatssicherheitschef Beria, trägt einen Hitlerbart und ein faschistisches Schwarzhemd. Der Film war bis 1986 in der Sowjetunion verboten. Auf Betreiben des georgischen KP-Chefs Eduard Schewardnadse konnte er schließlich aufgeführt werden und trieb die Veränderungen in der Sowjetunion voran.
In den übrigen sozialistischen Ländern blieb er verboten. Nach der deutschen Erstaufführung im ZDF im Oktober 1987 startete die DDR eine Pressekampagne gegen den Film. Im gleichen Jahr gewann Die Reue den wichtigsten Filmpreis der Sowjetunion, den Nika, den Großen Preis der Jury bei den Internationalen Filmfestspielen von Cannes 1987 und wurde als bester ausländischer Film für den Oscar nominiert.
1988 wurde Abuladse der sowjetische Leninpreis verliehen. Georgien zeichnete ihn mit dem Schota-Rustaweli-Staatspreis aus. Von 1990 bis 1991 war er Mitglied des sowjetischen Parlaments.

## Filmographie (als Regisseur)
Bei den meisten Filmen hat Tengis Abuladse auch das Drehbuch geschrieben bzw. daran mitgearbeitet.
- 1952: Dimitri Arakishvili, Moskauer Filminstitut, Dokumentarfilm
- 1953: Unser Palast (georgisch ჩვენი სასახლე Chveni sasakhle), Grusia-Film, Dokumentarfilm
- 1954: Das Georgische Nationalbalett (georgisch ქართული ხალხური ცეკვის სახელმწიფო ანსამბლი Qartuli tsekvis sakhelmtsipo ansambli), Grusia-Film, Dokumentarfilm
- 1955: Magdanas Esel (georgisch მაგდანას ლურჯა Magdanas lurdsha), Grusia-Film
- 1958: Fremde Kinder (georgisch სხვისი შვილები Skhvisi shvilebi), Grusia-Film
- 1962: Großmutter, Iliko, Ilarion und ich (georgisch მე, ბებია, ილიკო და ილარიონი Me, bebia, Iliko da Ilarioni), Grusia-Film
- 1965: Swanetische Skizzen (georgisch სვანური ჩანახატები Svanur-Tushuri chanakhatebi), Grusia-Film, Dokumentarfilm
- 1967: Das Gebet (georgisch ვედრება Vedreba), Grusia-Film
- 1971: Eine Halskette für meine Liebste (georgisch სამკაული ჩემი სატრფოსათვის Samkauli satrposatvis), Grusia-Film
- 1972: The Open-Air Museum (georgisch მუზეუმი ღია ცის ქვეშ Muzeumi gia tsis qvesh), Fernsehfilm, Dokumentarfilm
- 1976: Baum der Wünsche (georgisch ნატვრის ხე Natvris khe), Grusia-Film
- 1984: Die Reue (georgisch მონანიება Monanieba), Grusia-Film
- 1989: Khadzhi Murat, Fernsehfilm